# Belle Vue (Rhyl)
Belle Vue – stadion piłkarski w Rhyl, w Walii. Obiekt powstał pod koniec XIX wieku. Może pomieścić 3000 widzów. Swoje spotkania rozgrywają na nim piłkarze klubu Rhyl FC.
Stadion klubu Rhyl FC powstał pod koniec XIX wieku. W sezonach 2003/2004 i 2008/2009 Rhyl FC zdobywał tytuły Mistrza Walii. Na obiekcie odbywały się spotkania tego klubu w europejskich pucharach, ponadto w ramach europejskich rozgrywek swoje mecze na tym stadionie rozgrywały inne walijskie kluby, Bangor City FC, The New Saints FC, Gap Connah's Quay FC, Bala Town FC i Prestatyn Town FC. Na stadionie rozgrywano także inne ważne spotkania, m.in. grały na nim walijskie reprezentacje młodzieżowe oraz kadra kobiet. 7 maja 1962 roku na obiekcie odbył się finałowy mecz Pucharu Walii (Bangor City FC – Wrexham FC 3:1 – był to trzeci i ostateczny mecz rozegrany w ramach tego finału, na terenie neutralnym, gdyż po dwóch pierwszych spotkaniach obie drużyny miały na koncie po jednym zwycięstwie), a 3 maja 2003 roku finał Pucharu Ligi (Rhyl FC – Bangor City FC 2:2, k. 4:3).